# ABU Radio Song Festival 2016
Het ABU Radio Song Festival 2016 was de vierde editie van het muziekfestival en de finale vond plaats op 26 april 2016 in Peking, China.
Dit was de derde editie op rij dat het gastland voor het eerst deelnam aan het festival.

## Overzicht

### Finale
| Land         | Taal       | Artiest                                                   | Lied                          |
| ------------ | ---------- | --------------------------------------------------------- | ----------------------------- |
| China        | Mandarijn  | China Broadcasting Children's Chorus                      | Singing in the drizzling rain |
| China        | Mandarijn  | Wang Yi, Zhang Yingying, Ren Yanmin, Zhenmin & Hua Shukai | Youth never ends              |
| India        | Engels     | Thokchom Lansana Chanu                                    | Creation                      |
| Macau        | Kantonees  | Josie Ho                                                  | Who am I                      |
| Malediven    | Divehi     | Bathool Ahmed                                             | Unikan                        |
| Maleisië     | Engels     | Eastern & Phoe Pyae                                       | New fangled harmony           |
| Nepal        | Nepalees   | Suman Gurung                                              | Aaja mero man ma              |
| Roemenië     | Spaans     | Analia Victoria Selis & Mariano Castro                    | Viento del sur                |
| Singapore    | Mandarijn  | Ling Kai                                                  | Year, month, day              |
| Thailand     | Engels     | Ome                                                       | Take on this world            |
| Turkmenistan | Turkmeens  | Atajan Berdiyev                                           | Folk song                     |
| Vietnam      | Vietnamees | Phan Thi Thu Lan                                          | Good news bring by the bird   |
| Zuid-Korea   | Engels     | Seungjin Han                                              | Little wings                  |

### Halve finale
| Land         | Taal        | Artiest                                                   | Lied                          |
| ------------ | ----------- | --------------------------------------------------------- | ----------------------------- |
| China        | Mandarijn   | China Broadcasting Children's Chorus                      | Singing in the drizzling rain |
| China        | Mandarijn   | Wang Yi, Zhang Yingying, Ren Yanmin, Zhenmin & Hua Shukai | Youth never ends              |
| India        | Engels      | Thokchom Lansana Chanu                                    | Creation                      |
| India        | Engels      | Vince Costa                                               | Home before Christmas         |
| Indonesië    | Indonesisch | Debora Febricia Romauli                                   | Mati rasa                     |
| Indonesië    | Indonesisch | Novri Batteny                                             | Di antara kita                |
| Macau        | Kantonees   | Josie Ho                                                  | Who am I                      |
| Malediven    | Divehi      | Abdulla Ziyau                                             | Eid ufaa                      |
| Malediven    | Divehi      | Bathool Ahmed                                             | Unikan                        |
| Maleisië     | Engels      | Eastern & Phoe Pyae                                       | New fangled harmony           |
| Nepal        | Nepalees    | Suman Gurung                                              | Aaja mero man ma              |
| Roemenië     | Spaans      | Analia Victoria Selis & Mariano Castro                    | Viento del sur                |
| Singapore    | Mandarijn   | Ling Kai                                                  | Year, month, day              |
| Thailand     | Engels      | Ome                                                       | Take on this world            |
| Turkmenistan | Turkmeens   | Atajan Berdiyev                                           | Folk song                     |
| Vietnam      | Vietnamees  | Phan Thi Thu Lan                                          | Good news bring by the bird   |
| Zuid-Korea   | Engels      | Seungjin Han                                              | Little wings                  |

## Wijzigingen

Deelnemende landen
Landen die zich niet voor de finale kwalificeerden
Landen die in het verleden deelnamen

### Debuterende landen
- China
- Macau
- Nepal
- Roemenië
- Turkmenistan

### Terugtrekkende landen
- Brunei: De omroep van Brunei liet weten dat het geen uitnodiging had ontvangen om deel te nemen.

2012 · 2014 · 2015 · 2016 · 2018 · 2019

Zie ook: ABU TV Song Festival